# Сычёв, Николай Петрович
Никола́й Петро́вич Сычёв (27 апреля [9 мая] 1883, Санкт-Петербург — 16 июля 1964) — советский историк искусства, музейный работник, реставратор, художник; профессор Ленинградского государственного университета и Академии художеств.

## Биография
Родился 27 апреля (9 мая) 1883 года в Санкт-Петербурге в дворянской семье.
Окончил в 1910 году Окончил историко-филологический факультет Императорского Санкт-Петербургского университета — ученик Н. П. Кондакова и Н. П. Лихачёва; был оставлен в университете для подготовки к профессорскому званию; с 1914 года — магистр истории искусств. В 1916 году стал приват-доцентом Петроградского университета на кафедре теории и истории искусства, с 1919 года — профессор кафедры русского искусства факультета общественных наук. Одновременно, в 1918—1922 годах преподавал в Петроградском археологическом институте.
Состоял в художественном объединении «Шестнадцать». Член Общества художников с 1921 года. Его художественные работы выставлялись на выставках с 1923 по 1927 годы. 
Оказал значительное влияние на формирование коллекции Русского музея, директором которого был в 1922—1926 годах; разработал его первые постоянные экспозиции. написал ряд капитальных научных сборников и монографий о различных периодах и художниках России.
Впервые был арестован в 1930 году, по подозрению в принадлежности к монархической организации «Всенародный союз борьбы за возрождение России»; в этом году он вёл реставрационные работы в Софийском соборе Киева. В процессе следствия его вина не подтвердилась и в июле 1931 года был освобождён, но впоследствии ещё дважды арестовывался; 17 сентября 1933 года был приговорён к 8 годам исправительно-трудовых лагерей. Находился в ссылке в исправительных лагерях Белбалткомбината, где заведовал организованными его усилиями музеем Беломорско-балтийского канала и художественной частью Центральных художественным мастерских комбината. После окончания срока в 1942 году был переведён в Чистополь, где работал в городском краеведческом музее. По ходатайству академика И. Э. Грабаря в 1944 году Н. П. Сычёв был переведён на жительство во Владимир, где работал в должности старшего архитектора по охране памятников архитектуры в областном отделе по делам архитектуры при Владоблисполкоме. В 1944 году он начинал восстанавливать Успенский собор, возвращённый общине верующих, реставрировать фрески Андрея Рублёва. Работал над реставрацией Рождественского собора в Суздале, храма Бориса и Глеба в Кидекше.
Преподавал во Владимирском художественном ремесленном училище № 1, вёл изостудию при Доме народного творчества. Был избран членом правления Владимирского отделения Союза художников РСФСР. Искусствоведы отмечают непосредственное влияние Н. П. Сычёва на формирование Владимирской школы живописи.
Во Владимире он прожил 10 лет, затем был вновь арестован в апреле 1948 года; 10 июля 1948 года дело было прекращено, но только в 1954 году с него сняли судимость и он получил право жить и работать в столице.
В Москве Н. П. Сычёв продолжил свою трудовую деятельность, работая старшим научным консультантом Республиканской научно-производственной мастерской комитета строительства и архитектуры при Совете Министров РСФСР. При его непосредственном деятельном участии были отреставрированы храм Василия Блаженного, Сретенский монастырь, проведены реставрационные работы на важнейших постройках Кремля, Троице-Сергиевой Лавры и на других значимых объектах.
Умер 16 апреля 1964 года.
В 1993 году вышло постановление о его реабилитации.

## Ученики и преемники
- Артамонов, Михаил Илларионович
- Мокров, Николай Алексеевич
- Некрасов, Александр Петрович
- Филатов, Виктор Васильевич
- Ямщиков, Савелий Васильевич
- Тульпа Руфина Дмитриевна